# Redken
Redken je americká značka profesionální vlasové kosmetiky vlastněná firmou L'Oréal.

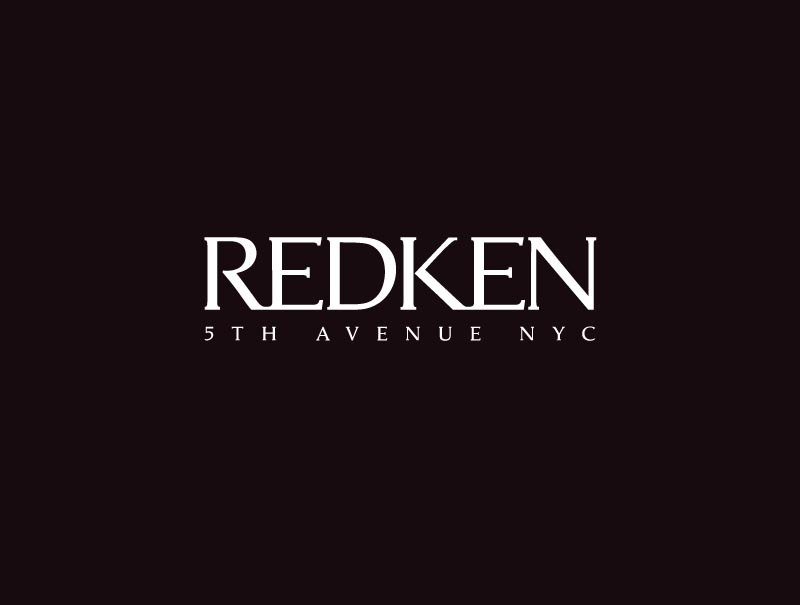
Logo Redken

## Historie Redken
Firmu založila v New Yorku v roce 1960 herečka Paula Kent společně s kadeřníkem a kosmetickým chemikem Jheri Reddingem, jméno Redken bylo odvozeno od prvních tří písmen jejich příjmení – REDding a KENt.
V roce 1967 byl kadeřník Vidal Sassoon vyslán Paulou Kent na tříleté turné po USA s cílem proškolit co nejvíce kadeřníků. Toto turné ovlivnilo 27 000 kadeřníků a znamenalo posun v přístupu k vlasové péči. Redken od té doby pokračuje v systematickém rozvoji kadeřnických profesionálů.

## Vědecký přístup
Redken je průkopníkem vědeckého přístupu ke kráse. Ke vzniku všech Redken produktů vedl výzkum založený na znalostech v oblasti proteinů a správně kyselém pH. Technologie je nedílnou součástí každého produktu.

## Současnost
V současné době je Redken lídrem na trhu v USA, má více než 60 patentů a je rozšířen po celém světě.